# Icona (società)

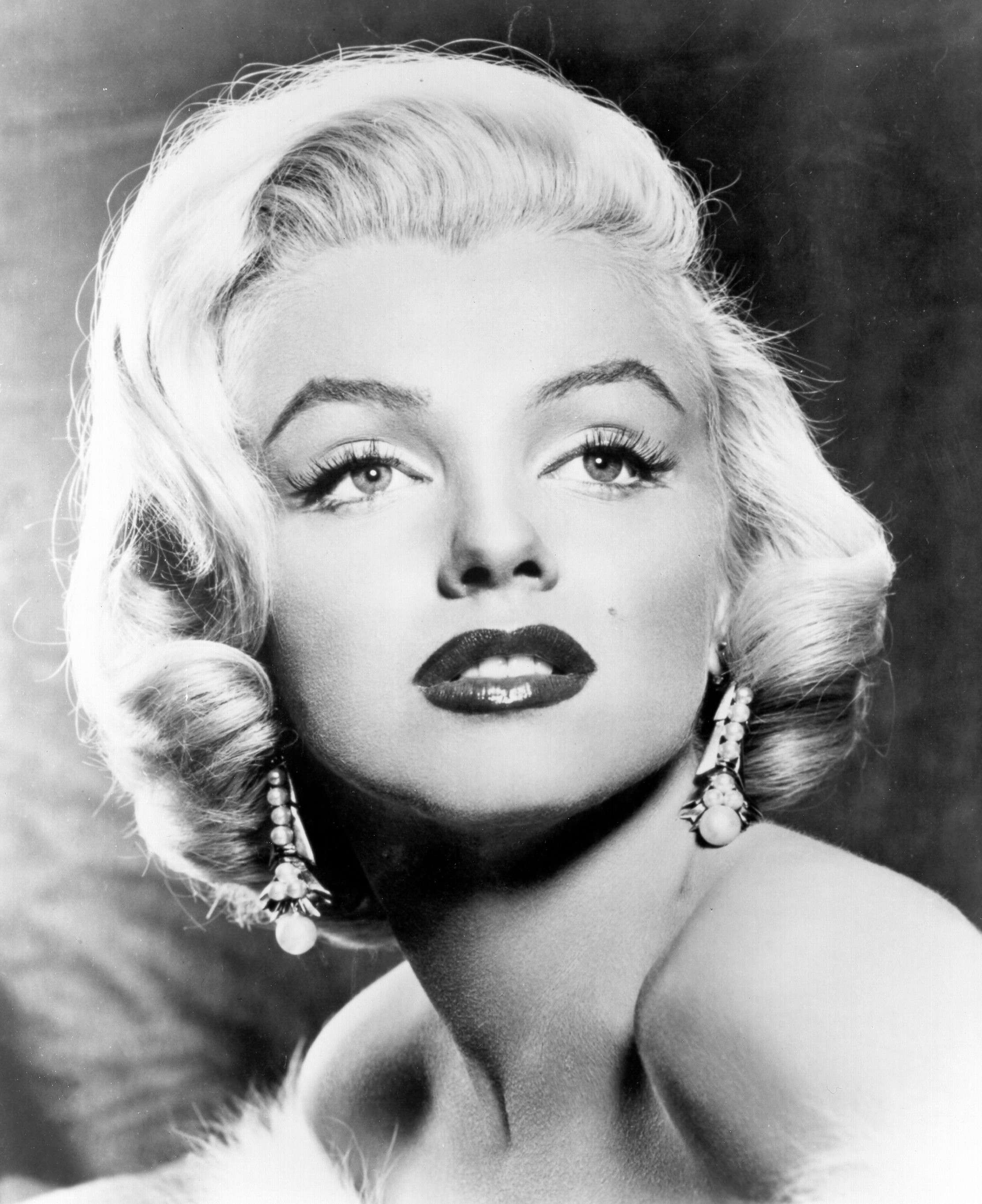
Marilyn Monroe

Il termine icona (a volte anche icona pop) può essere usato per indicare una persona vista come modello da seguire negli ambiti più diversi di una società: cultura, spettacolo, moda, politica, economia, sport, eccetera. Nella cultura dell'immagine (cultura pop) è di frequente associata a immagini (icone) di personaggi molto seguiti dai media e in  voga, che fondano uno stile, un look o un modo di vita che può essere invidiato, seguito o criticato dal pubblico e dalla gente comune.
Personaggi anche molto diversi tra loro, come Marilyn Monroe, Brigitte Bardot, Ava Gardner, James Dean, John Lennon, Che Guevara, Elvis Presley, Michael Jackson, Frida Kahlo o Madonna sono stati talvolta considerati in tal senso come delle icone.